# Giuseppe Toaldo

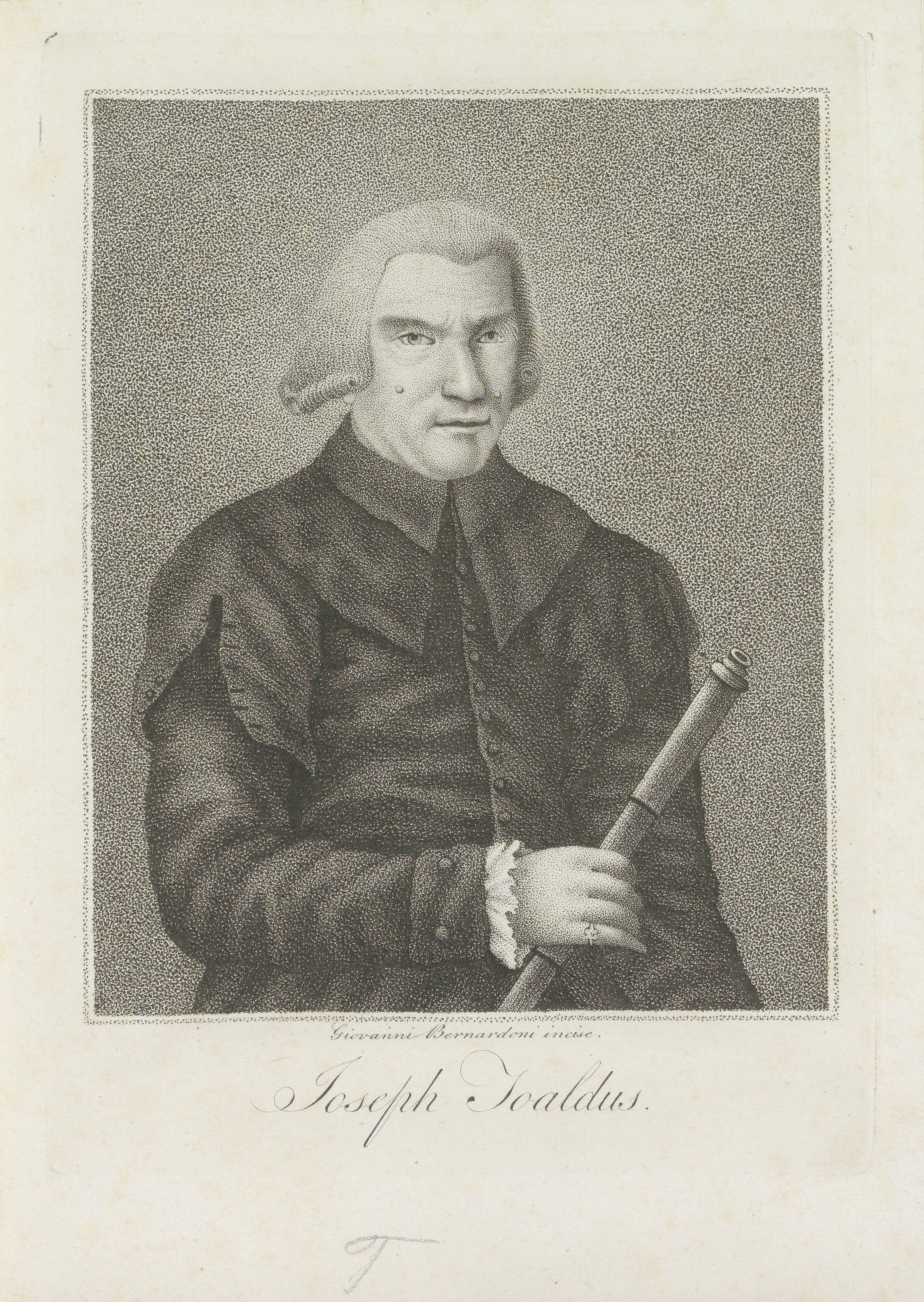
Giuseppe Toaldo, priester-professor in Padua

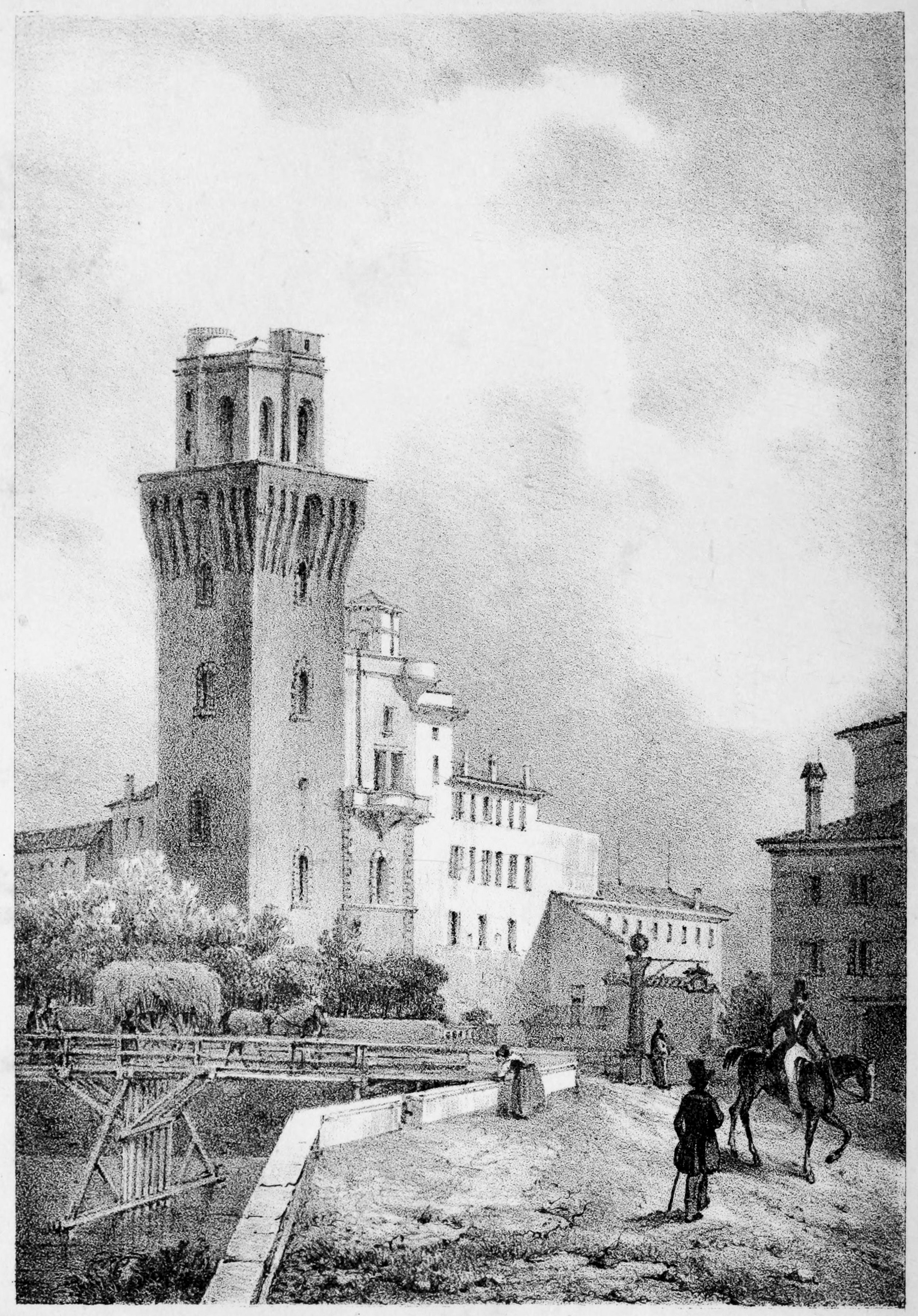
Observatorium Specola di Padova

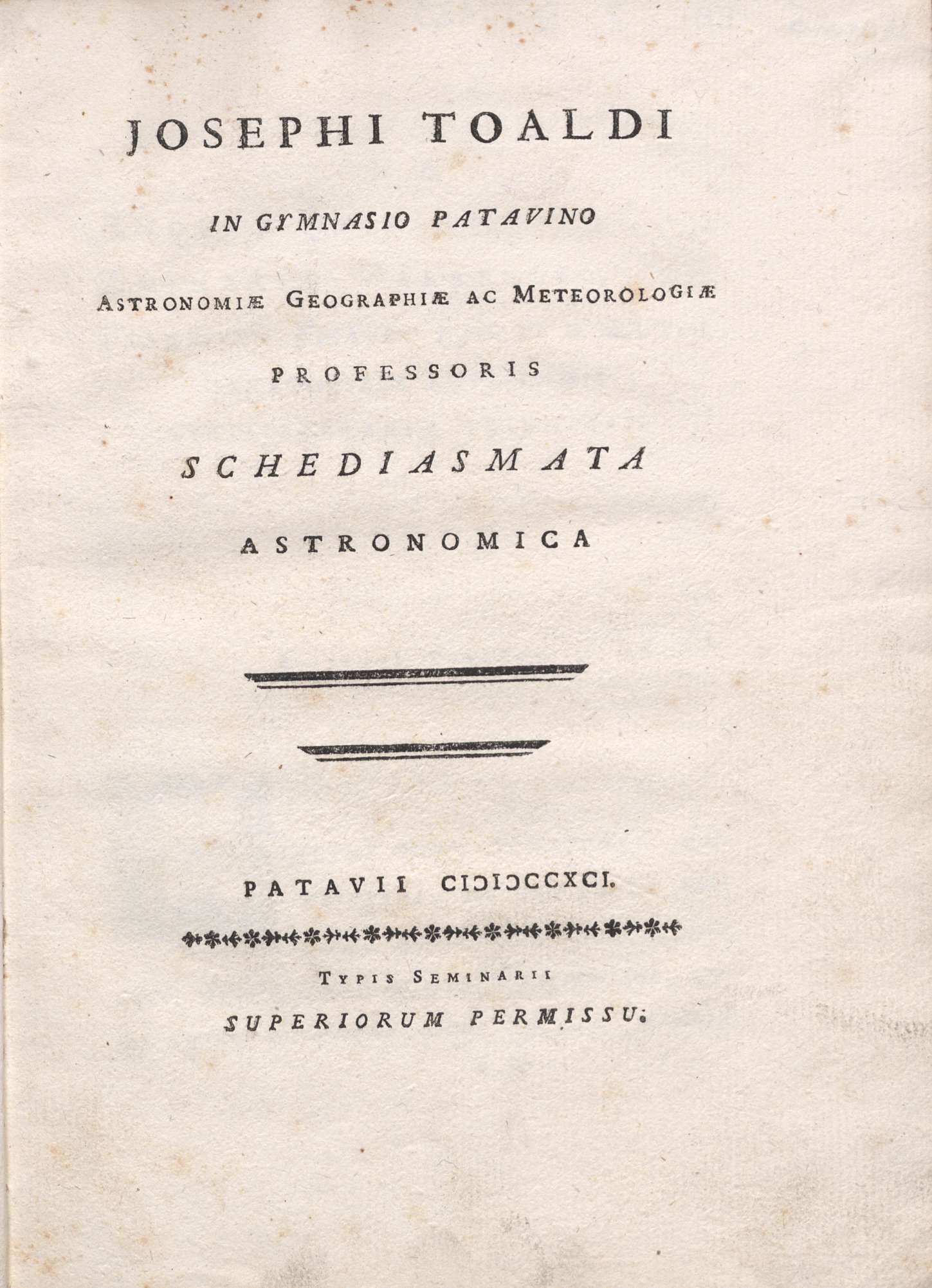
Schediasmata Astronomica (1791)

Giuseppe Toaldo (Pianezze, 11 juli 1719 – Padua, 11 november 1797) was een Italiaans rooms-katholiek priester en hoogleraar aan de universiteit van Padua, gelegen in de republiek Venetië. Hij bekleedde de leerstoel astronomie, aardrijkskunde en meteorieten. 

## Levensloop

### Docent priesterseminarie
Na zijn studies en priesterwijding (1743) bleef hij verbonden aan het priesterseminarie van Padua. Zijn taak bestond erin de werken van Galileo Galilei in eer te herstellen na een eerdere veroordeling door de Roomse Kerk. Hij gaf lessen filosofie en wiskunde aan de priesterstudenten. Wiskunde en natuurkunde leerde hij door zelfstudie, alsook door private lessen te nemen bij Antonio Schinella de’ Conti, natuurkundige-wiskundige en bij Giuseppe Suzzi, wiskundige aan de universiteit van Padua.

### Aartspriester in Montegalda
De bisschop van Padua Carlo della Torre di Rezzonico, de latere paus Clemens XIII, stuurde hem in 1752, naar Montegalda. Montegalda was een plattelandsstad gelegen tussen Padua en Vicenza. Toaldo was er aartspriester van 1752 tot 1766. Naast zijn pastoraal werk deed hij wetenschappelijke observaties. Zo maakte hij statistieken van de geboortes en overlijdens uitgaande van zijn parochieregister; dit publiceerde hij later in zijn leven, in 1787. Hij correspondeerde met Italiaanse geleerden van zijn tijd. Tevens zocht hij voor praktische oplossingen bij problemen in de landbouw.

### Hoogleraar in Padua (1762-1797)
De Senaat van Venetië besliste bij decreet in 1761 dat de universiteit van Padua een sterrenwacht moest krijgen. Tevens besliste het universiteitsbestuur om verschillende leerstoelen op te richten in natuurwetenschappen. Zo kreeg Toaldo de benoeming tot hoogleraar in astronomie, aardrijkskunde en meteoren. In 1765 belastte de universiteit Toaldo bovendien met een prospectiereis. Hij moest sterrenwachten in Italiaanse steden bezoeken, waaronder die van Bologna en Pisa, met het oog op de bouw ervan in Padua zoals de Senaat wenste. Terug in Padua koos Toaldo voor de Torlonga of grote uitkijktoren van het Castelvecchio, een kasteelruïne. De muren waren stevig genoeg om een telescoop in te metselen. Zijn jeugdvriend, de priester-architect Domenico Cerato (1715-1792) droeg hij op als bouwheer van de sterrenwacht of Specola. De bouw sleepte aan van 1767 tot 1777, waarna Toaldo de eerste directeur werd van de sterrenwacht.
Intussen legde Toaldo zich toe op observatie van meteorologische fenomenen. Hij observeerde seizoensvariaties in neerslag en getijden, waarna hij toepassingen zag voor de landbouw en scheepvaart. Bovendien zag hij een verband tussen de stand van de maan en het weer. Dit leidde in 1770 tot zijn eerste internationale essay: On the true influence of the starts, seasons and time changes. De toen genoemde Toaldische maanmeteorologie werd betwist, met name door Paolo Frisi, met discussies tot gevolg in de pers voor het brede publiek. In 1774 schonk de Société Royale de Montpellier in het koninkrijk Frankrijk hem hun jaarlijkse prijs. De prijs werd hem gegeven omwille van zijn meteorologische observaties met landbouwtoepassingen. 
Ook werd professor Toaldo geconsulteerd voor zijn studie over bliksemafleiders. Dit deed hij samen met twee andere priesters, Divisch en Beccaria. Door zijn essay ‘Dei conduttori metallici a preservazione degli edifici dal fulmine’ (1774) kon hij de weerstand van geestelijken wegnemen tegen de bouw van bliksemafleiders op hun kerkmuren. Het was aan Toaldo te danken dat de klokkentoren van de San Marcobasiliek in Venetië een bliksemafleider kreeg (1776). Dan volgde de kathedraal van Siena evenals op schepen van de Venetiaanse vloot.
Voor de studenten publiceerde hij trigonometrische tabellen alsook een vertaling naar het Italiaans van de Franse handboeken astronomie van Jérôme Lalande, professor in Parijs. Toaldo baseerde zich als astronoom op de werken van Jérôme Lalande. Zijn eigen werk bundelde hij in 1791 in Schediasmata astronomica. Toaldo zetelde in meerdere wetenschappelijke verenigingen. Zo was hij lid van de Academie van Wetenschappen van Bologna, Napels, Berlijn, Londen en Sint-Petersburg. 
Toaldo zocht ook het grote publiek op. In 1773 lanceerde hij een wetenschappelijk tijdschrift voor hen. Dit heette Giornale astrometeorologico. Toaldo zag het als een almanak met praktische raadgevingen voor zeelieden, landbouwers en artsen.
Hij stierf in Padua in 1797.